# Imparfinis hollandi
Imparfinis hollandi és una espècie de peix d'aigua dolça de la família dels heptaptèrids i de l'ordre dels siluriformes.
Poden assolir fins a 23 cm de llargària total. Es troba a la conca del riu Iguaçú a Sud-amèrica.